# Ctenophthalmus eximius
Ctenophthalmus eximius är en loppart som beskrevs av Jordan et Rothschild 1913. Ctenophthalmus eximius ingår i släktet Ctenophthalmus och familjen mullvadsloppor. Inga underarter finns listade i Catalogue of Life.